# Roger Corman
Roger William Corman (ur. 5 kwietnia 1926 w Detroit, zm. 9 maja 2024 w Santa Monica) – amerykański producent, reżyser i aktor.
Nazywany królem filmów klasy B, choć niektóre z jego filmów zyskały uznanie krytyków. W 2005 roku film Zagłada domu Usherów, oparty na noweli Edgara Allana Poego, trafił do zbiorów Biblioteki Kongresu jako jeden z filmów kulturowo i historycznie znaczących dla kinematografii. W 2009 roku został uhonorowany Oscarem za całokształt osiągnięć jako reżyser i producent".
Był mentorem wielu uznanych reżyserów filmowych. Współpracując z nim, swoją karierę zaczynali m.in. Francis Ford Coppola, Martin Scorsese, James Cameron i wielu innych. Swoje pierwsze role grali u niego tacy aktorzy jak Jack Nicholson, Peter Fonda, Dennis Hopper i Robert De Niro.
Występował także jako aktor. Pojawił się w drugoplanowych rolach m.in. w Milczeniu owiec, Ojcu chrzestnym II, Apollo 13 i Filadelfii.

## Życiorys

### Młodość
Urodził się w Detroit w stanie Michigan. Jego ojciec William był inżynierem, brat Gene Corman zajmował się produkcją filmową (współpracowali razem przy kilku filmach).
W 1940 jego rodzina przeprowadziła się do Beverly Hills. Roger ukończył Beverly Hills High School a następnie rozpoczął naukę na wydziale inżynierii przemysłowej Uniwersytetu Stanfordzkiego. W trakcie studiów, w 1944 roku został oddelegowany do programu szkoleniowego Marynarki Wojennej Stanów Zjednoczonych. Po zakończeniu II wojny światowej kontynuował studia i uzyskał dyplom inżyniera.
Ponieważ bardziej od inżynierii interesowały go filmy, Corman zatrudnił się w wytwórni filmowej 20th Century Fox. Zaczynał od roznoszenia poczty a następnie został zaangażowany do czytania i wstępnej oceny scenariuszy filmowych. Na podstawie jednego ze scenariuszy który mu się spodobał, zainspirował powstanie filmu Jim Ringo (ang. The Gunfighter) (1955) z Gregorym Peckiem. Gdy jego wkład w powstanie filmu nie został uwzględniony i doceniony przez wytwórnię, Corman porzucił pracę w 20th Century i postanowił robić filmy samemu.
W 1950 roku rozpoczął studia na kierunku Literatury Angielskiej na Uniwersytecie w Oxfordzie. Po studiach w 1953 roku wrócił do Los Angeles i rozpoczął karierę filmową jako producent i scenarzysta filmowy. W 1955 zaczął reżyserować filmy.

### Kariera

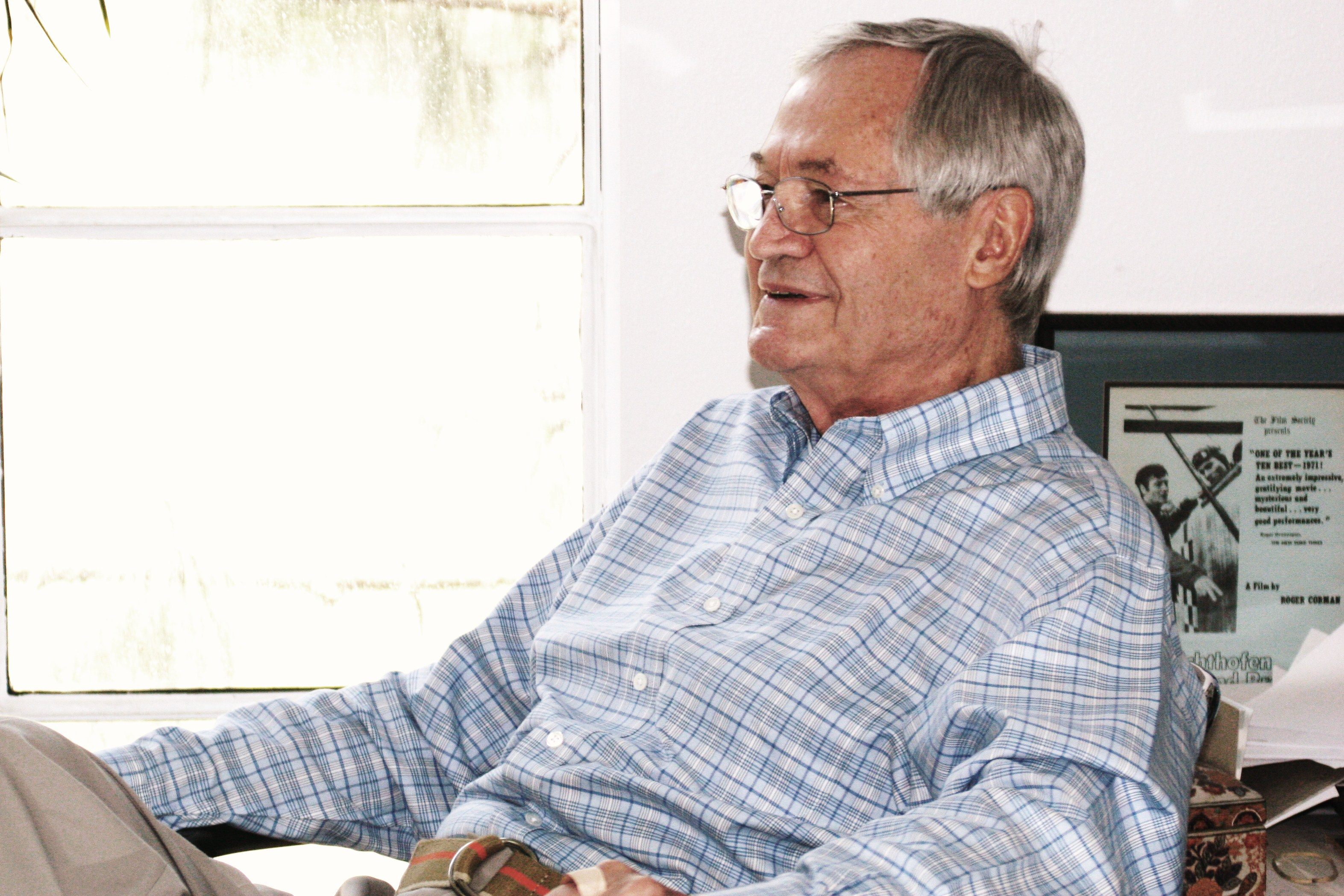
Corman (2006)

Zaczął reżyserować firmy w połowie lat 50. Jego debiutem reżyserskim jest Five Guns West (1955). W pierwszych latach kariery, realizował po kilka filmów rocznie. W rekordowym 1957 roku zrealizował 9 filmów. Jednym z najszybciej zrealizowanych filmów Cormana jest Sklepik z horrorami (1960), który powstał w ciągu dwóch dni i jednej nocy. W studiu, w którym realizował poprzedni film, pozostały dwa opłacone dni zdjęciowe. Corman zaproponował kierownikowi studia, że w ciągu tego czasu, zrealizuje kolejny film. Był to rodzaj zakładu w którym chciał udowodnić, że jest w stanie nakręcić pełny film w tak krótkim czasie.
Największe uznanie jako reżyser, zdobył za serię filmów opartych na opowiadaniach Edgara Allana Poego. We współpracy ze scenarzystą Richardem Matheson, powstały Zagłada domu Usherów (1960), Studnia i wahadło (1961), Przedwczesny pogrzeb (1962), Opowieści niesamowite (1962), Kruk (1963), Nawiedzony pałac (1963), Maska Czerwonego Moru (1964), oraz Grobowiec Ligei (1964). We wszystkich oprócz Przedwczesnego pogrzebu wystąpił Vincent Price. Inni aktorzy, którzy pojawili się w tych filmach to Ray Milland, Basil Rathbone, Hazel Court, Jack Nicholson, Barbara Steele, Debra Paget i Peter Lorre. Podobnie jak w przypadku Sklepiku z horrorami Corman wykorzystując ekipę, aktorów oraz rekwizyty, w pozostałych mu dniach zdjęciowych nakręcił dodatkowy film Strach (1963). Z powodu braku praw autorskich film trafił do domeny publicznej i można go legalnie pobierać z internetu.
W późnych latach 60. kręcił filmy związane z panującą wówczas kontrkulturą.
W 1966 powstały Dzikie anioły, film o gangu motocyklowym Aniołowie Piekieł z Peterem Fondą i Nancy Sinatrą. W 1966 film był nominowany do nagrody Złotego Lwa Festiwalu Filmowego w Wenecji.
W 1967, powstała Podróż wg scenariusza Jacka Nicholsona. Film o narkotykowej „podróży” głównego bohatera (Peter Fonda), wpisywał się w stylistykę psychodelicznych filmów lat 60. Film został pokazany na Festiwalu w Cannes.
W 1970 założył niezależne studio filmowe New World Pictures, w którym powstały filmy takie jak Kobiety w klatkach (1971), Wyścig śmierci 2000 (1975), Rock ’n’ Roll High School (1979), Galaktyka grozy (1981), Dzieci kukurydzy (1984) oraz wczesna produkcja Joego Dantego Pirania (1978).
Firma zajmowała się także dystrybucją filmów zagranicznych. Po raz pierwszy zaprezentowała szerszej publiczności w Stanach filmy Ingmara Bergmana, François Truffauta, Federica Felliniego oraz Akiry Kurosawy. W 1983 roku Corman sprzedał New World Pictures grupie inwestycyjnej i założył Concorde Pictures, a później New Horizons.
Roger Corman oficjalnie zakończył karierę reżyserską w 1971 roku filmem Czerwony Baron. W latach 90. powrócił z kilkoma filmami telewizyjnymi i jednym kinowym Frankenstein Wyzwolony (1990).
W sumie nakręcił ponad 300 filmów, z czego wyreżyserował ponad 50.

### Śmierć
Zmarł 9 maja 2024 w swoim domu w Santa Monica w Kalifornii.

## Filmografia
reżyser-producent
- Five Guns West (1955)
- Swamp Women (1955)
- It Conquered the World (1956)
- Not of This Earth (1957)
- Attack of the Crab Monsters (1957)
- The Undead (1957)
- The Wasp Woman (1959)
- Wiadro krwi (1959)
- Zagłada domu Usherów (1960)
- Sklepik z horrorami (1960)
- Last Woman on Earth (1960)
- Potwór z morza (1961)
- Studnia i wahadło (1961)
- Premature Burial (1961)
- Intruz (1962)
- Tales of Terror (1962)
- X – człowiek, który widział więcej (1963)
- Nawiedzony pałac (1963)
- Kruk (1963)
- Strach (1963)
- Maska Czerwonego Moru (1964)
- The Tomb of Ligeia (1964)
- The Secret Invasion (1964)
- The Wild Angels (1966)
- The St. Valentine’s Day Massacre (1967)
- Podróż (1967)
- Maleïda mare (1970)
- Gas-s-s-s (1971)
- Von Richthofen and Brown (1971)
- Frankenstein Unbound (1990)
- When Eagles Strike (2003)
- Sharktopus (2010)